# エイサー (企業)
エイサー（中国語: 宏碁股份有限公司、英語: Acer Inc.）とは、台湾新北市に本社を持つパソコン及び関連機器メーカー企業グループである。1976年に施振栄（スタン・シー）等が創業した。傘下にAOpenを持ち、大手PCメーカーのOEM事業も手がける。BenQ、AUOは元子会社である。

## 概要
デスクトップ・モバイルPC、サーバおよび記憶装置、ディスプレイ、周辺装置を販売。ビジネス、政府、教育、個人ユーザーと広範囲にわたりITソリューションを提供している。
2007年8月27日に、アメリカのゲートウェイ社を7億1000万ドルで買収することを発表。
収入は2003年49億USドル、2004年70億USドル。2013年120億USドル。グループ企業にPCパーツを販売するAOpen、メモリモジュールを製造するApacerなどがある。
2009年、第3四半期のPC出荷数でデルを抜き世界シェア第2位のパソコンメーカーとなった。

## 沿革

エイサーの古いロゴ（1987-2001年）

エイサーの古いロゴ（2001-2011年）

- 1976年 - 電子計算機のエンジニアだった施振栄（スタン・シー）とその妻の葉紫華（キャロリン・イー）を中心に宏碁公司を設立。創業当初は従業員11名の小規模な会社であり、工業デザイン、海外貿易、マイクロコンピュータ関連の3つを主要な業務としていた。やがて一部創業メンバーの離脱により、マイクロコンピュータ市場に注力していくことになる。初期は他社ブランドによるOEMと米国からの電子機器の輸入で成長。
- 1981年 - コンピュータ学習機（ワンボードマイコン）マイクロ・プロフェッサー I（英語版）（小教授一号、Microprofessor I）を自社ブランドで発売。これがエイサーの最初のコンピュータである。
- 1982年 - Apple II互換機であるマイクロ・プロフェッサー II（英語版）（小教授二号、Microprofessor II）をイギリスで販売。当時の海外向けブランド名はマルチテック（Multitech）。同じ台湾のマイタック社（神通電脳）が国内販売を主としたのに対し、マルチテック社は輸出製品に力をいれた。
- 1983年 - Apple IIe互換機であるマイクロ・プロフェッサー III（英語版）（小教授三号、Microprofessor III）をイギリスで販売。これらの成功によって国際的な名声を獲得し、大手メーカーにのし上がって行く。
- 1984年 - ディスプレイ・周辺機器部門を受け持つ企業「明碁電腦」（BenQ）を設立。
- 1987年 - 海外向けのブランド名をマルチテックからエイサー（Acer）に変更する。これは「テック」と社名につく別の企業との混同を避け、独自性の強いネーミングを志向したものであり、積極的・活力のあるという意味合いでトランプのエース（Ace）の意も含んでいる。
- 1987年 - 半導体部門を切り離し、社名をAcer Laboratories Inc. (ALi)として子会社化。
- 1996年 - PCパーツメーカーAOpenを設立。
- 2001年 - ブランドロゴを「Acer」から「acer」に変更。
- 2002年 - 100か国以上においてグループ全体39000人を雇用。
- 2003年 - 当時の系列会社だった國碁電子を、フォックスコン・グループに売却。
- 2004年 - 創業者であるスタン・シーが引退。
- 2005年 - ジェイティ・ワンがエイサー会長兼CEOに、ジャンフランコ・ランチがエイサー社長に就任。
- 2007年8月 - ゲートウェイを総額およそ7億1000万ドルで買収することを発表。
- 2007年10月8日 - パッカードベルを買収することを発表。
- 2007年10月17日 - ゲートウェイを買収完了。
- 2008年3月3日 - スマートフォンの設計・製造会社E-TENを買収すると発表。

## 製品

### コンピュータ
- デスクトップ型
  - Aspireシリーズ
    - Aspire E500
    - Aspire E300
    - Aspire L200
    - Aspire RC950
    - Aspire RC950
    - Aspire T350
    - Aspire Revo

  - Veritonシリーズ
    - Veriton X4610
    - Veriton X4620
    - Veriton X4630

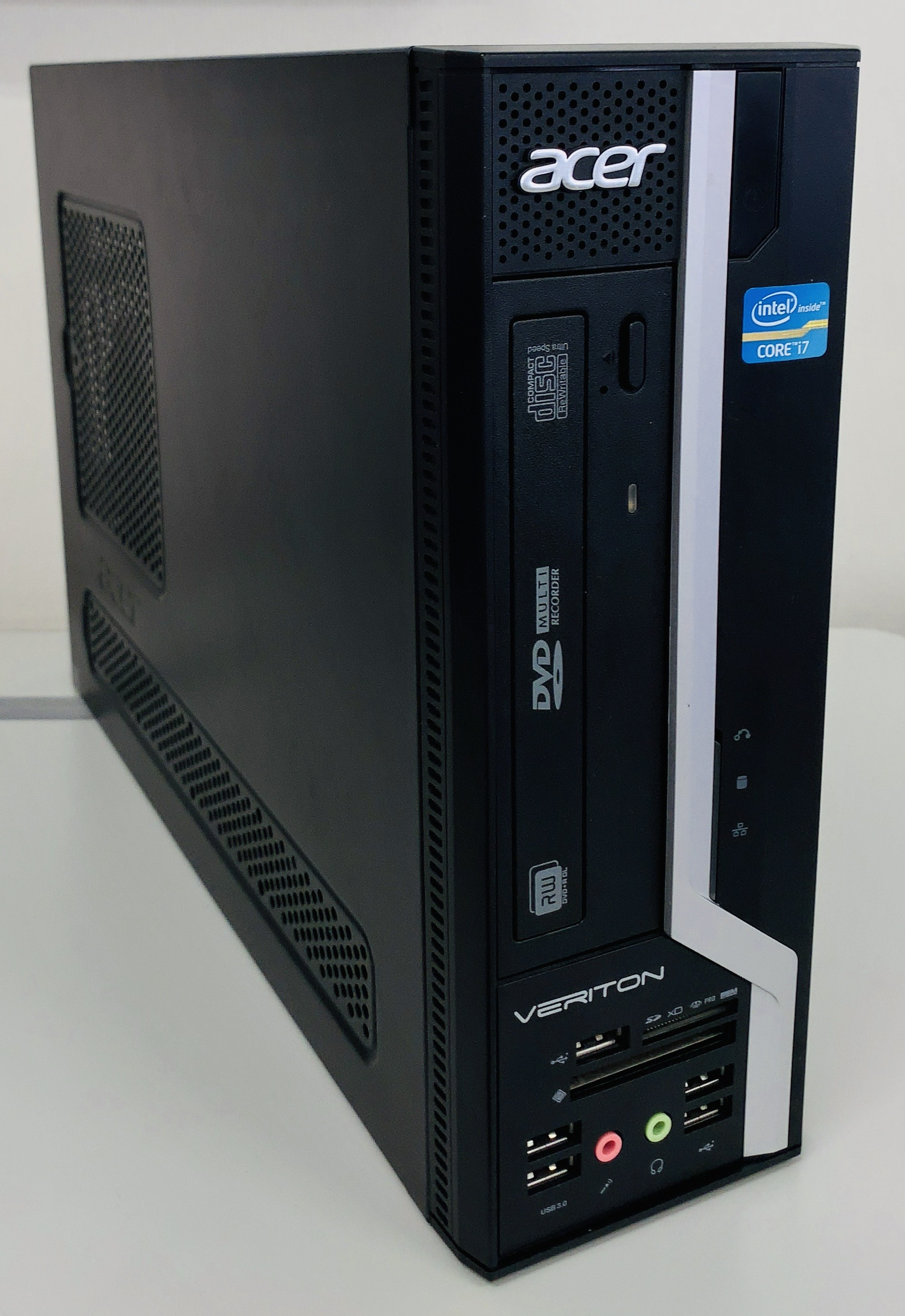
Acer Veriton X4620G

| - ノート型 - TravelMateシリーズ - TravelMate 2000 - TravelMate 210 - TravelMate 2100 - TravelMate 220 - TravelMate 2200 - TravelMate 230 - TravelMate 2300 - TravelMate 2310 - TravelMate 2350 - TravelMate 240 - TravelMate 2400 - TravelMate 2410 - TravelMate 2413NLM（OSにLinuxを採用） - TravelMate 2413NWLMi（OSにLinuxを採用） - TravelMate 2414（OSにLinuxを採用） - TravelMate 2423NWXMi（OSにLinuxを採用） - TravelMate 250 - TravelMate 2500 - TravelMate 250P - TravelMate 260 - TravelMate 2600 - TravelMate 270 - TravelMate 2700 - TravelMate 280 - TravelMate 290 - TravelMate 3010 - TravelMate 320 - TravelMate 3200 - TravelMate 3210 - TravelMate 360 - Timelineシリーズ - Timeline 3810T | - - - TravelMate 4000 - TravelMate 4010 - TravelMate 4020 - TravelMate 4060 - TravelMate 4100 - TravelMate 4150 - TravelMate 420 - TravelMate 430 - TravelMate 4320 - TravelMate 4400 - TravelMate 4500 - TravelMate 4650 - TravelMate 520 - TravelMate 5320 - TravelMate 6000 - TravelMate 620 - TravelMate 630 - TravelMate 650 - TravelMate 660 - TravelMate 730 - TravelMate 800 - TravelMate 7000 - TravelMate 8000 - TravelMate 8100 - TravelMate 8200 - TravelMate C100 - TravelMate C110 - TravelMate C200 |

| - タブレット型 - Aspireシリーズ - Aspire 1640 - Aspire 1690 - Aspire 3000 - Aspire 3500 - Aspire 3610 - Aspire 3620 - Aspire 3630 - Aspire 5000 - Aspire 9500 - Aspire 7100 - Aspire 9400 - Aspire 5670 - Aspire 5510 | - - - Aspire 1650 - Aspire 1650z - Aspire 1640 - Aspire 500 - Aspire 3610 - Aspire 3000 - Aspire 3630 - Aspire 5560 - Aspire 5650 - Aspire 5610 - Aspire 5620 - Aspire 9100 - Aspire 5621 |

- ネットブック
  - Aspire One
    - AOA150
    - AOD150
    - AOD240
    - AOD250
    - AO532h
    - AO751
    - AO531h
- Extensaシリーズ
  - フェラーリシリーズ
エイサーと同様にフェラーリへのスポンサードを行っているAMDのプラットフォームを搭載しているのが特徴
    - Ferrari 4000 series
世界ではじめて炭素繊維シャシーで作られたノート。
    - Ferrari 1005 Series
フェラーリ公認。4000の後継モデル。Vista搭載。

- 携帯情報端末 (PDA)
  - Nシリーズ
    - Acer N10
    - Acer N30
    - Acer N50
    - Acer N50 Premium
    - Acer N300

- ICONIA TAB
  - Android搭載タブレット

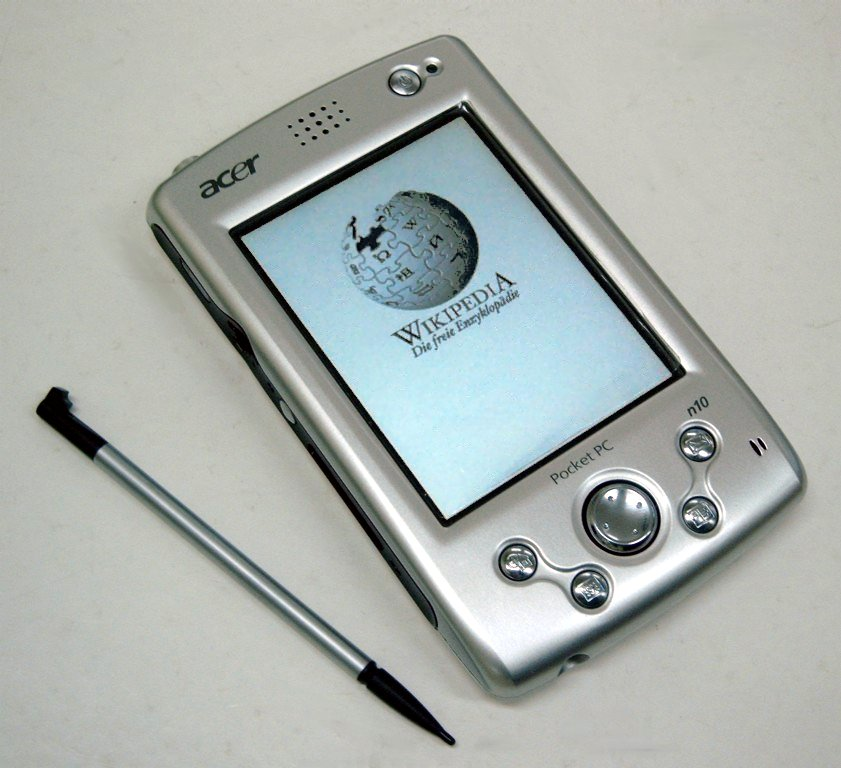
エイサーのPDA (Acer N10)

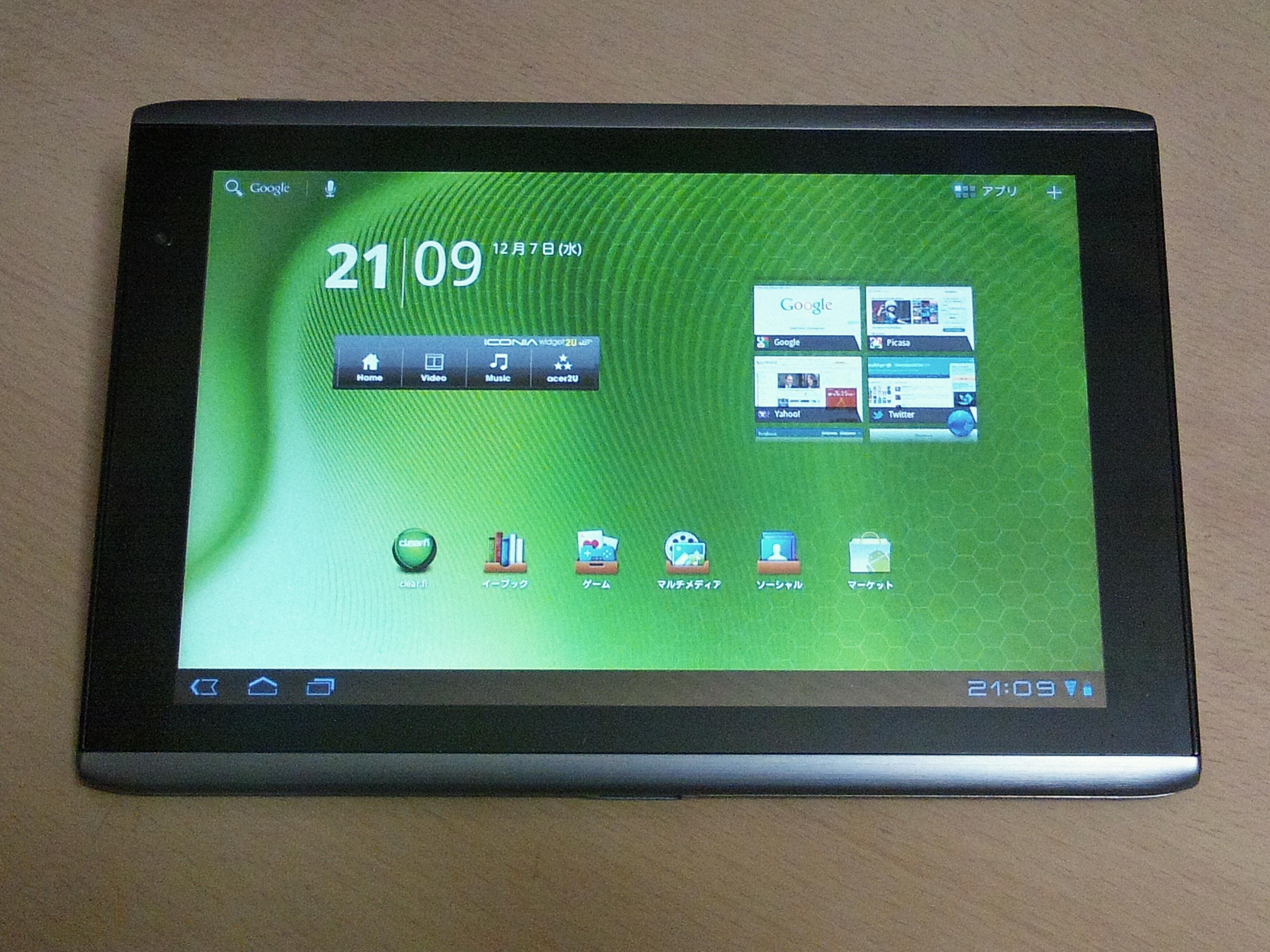
ICONIA A500

    - Iconia TALK S A1-724
    - A500
    - A100

  - Windows搭載タブレットPC
    - W3
    - W500

### サーバ・記憶装置
- Altosシリーズ
  - Altos G320
  - Altos G530
  - Altos G5350
  - Altos G710
  - Altos R510
  - Altos R510 Mk2
  - Altos R710
  - Altos S205F
  - Altos S700F

### ワークステーション
- PICA

### ディスプレイ装置

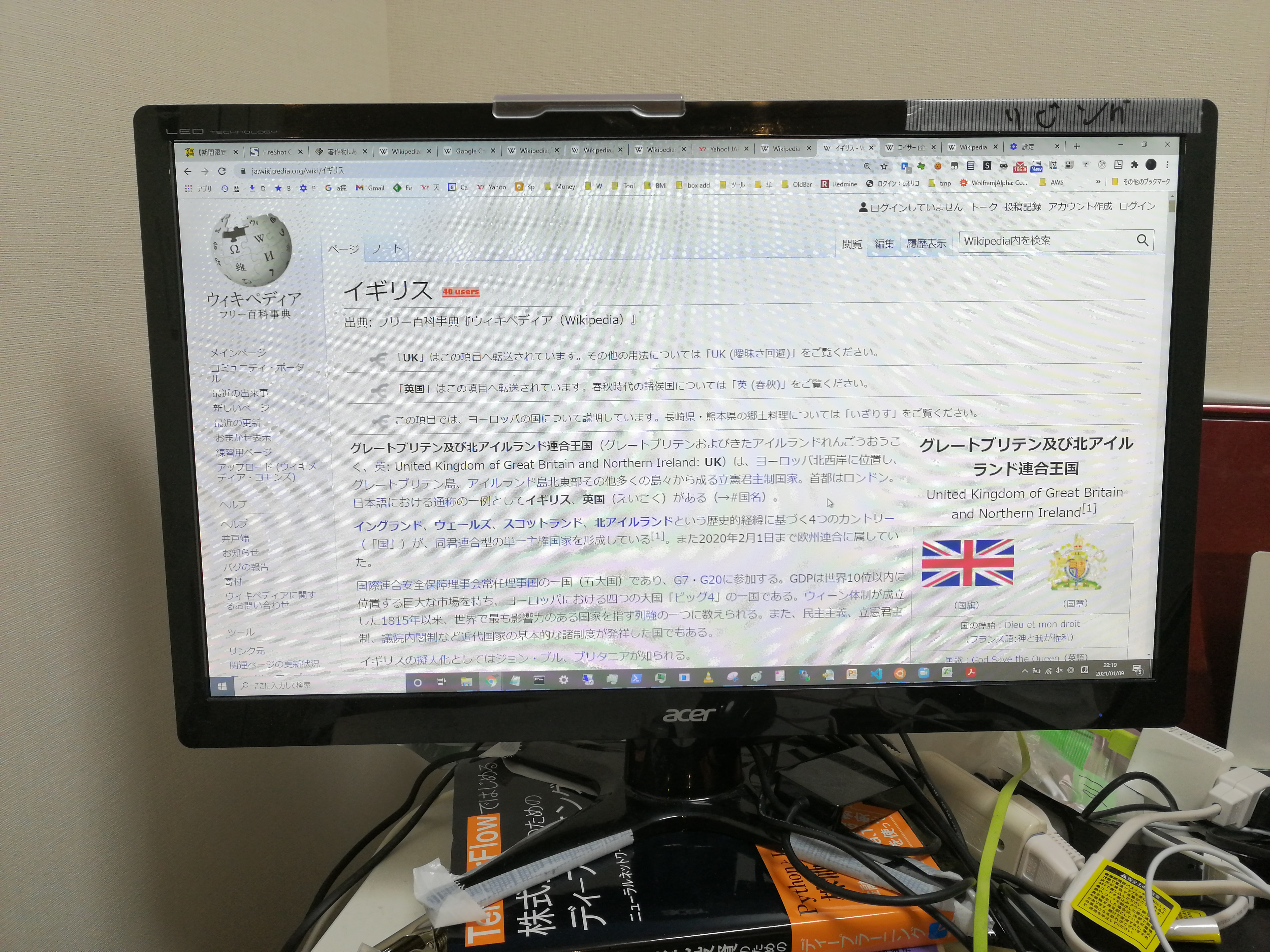
ディスプレイ

- AT3705 - 37インチ液晶テレビ
- AL1916Ab
- AL1916WAb

### デジタルカメラ
- CUシリーズ
  - Acer CU-6530
- CSシリーズ
  - Acer CS-6531
  - Acer CS-5531
- CPシリーズ
  - Acer CP-8531
  - Acer CP-8660
- CEシリーズ
  - Acer CE-5330
  - Acer CE-6430
  - Acer CE-5430
- CIシリーズ
  - Acer CI-6330
  - Acer CI-8330

## 日本での展開
1988年に日本法人が設立されている。自社ブランド製品の販売では、国内メーカーの前に販売力、マーケティング力で及ばず、欧米市場のような大きなシェアを獲得するには至っていなかったが、2008年8月にネットブックAspire One発売を皮切りに、現在ではシェアを拡大し、PC本体や液晶ディスプレイなどを家電量販店で発売している。ネットブックは一時の国内シェアを55.8パーセントにした。元子会社のBenQとは、液晶ディスプレイ分野において競合関係にある。
PCのOEM提供では国内でも高いシェアを誇り、NEC、日立製作所、富士通などにマザーボードほかの主要部品、もしくは完成品を提供している。以下の例は、日立製ノートパソコンがエイサーのOEMである事をNetBSDによって確認した様子である。（ACPI情報による）
acpi0 at mainbus0: Advanced Configuration and Power Interface
acpi0: using Intel ACPI CA subsystem version 20060217
acpi0: X/RSDT: OemId <HTCLTD,HTC2111 ,00000001>, AslId <Acer,00000000>
acpi0: SCI interrupting at int 9
acpi0: fixed-feature power button present
IBM ThinkPadのi SeriesにもOEM供給を行なっていた。

### マーケティング
日本国内では当初知名度が低かったため、テレビドラマや映画に自社製品を提供することにより、その宣伝としている。例として「家族〜妻の不在・夫の存在〜」「特命係長 只野仁」「絶対彼氏」など。
フェラーリと提携し、フェラーリをブランドにしたノートパソコンを生産台数限定で販売している。また、F1チームであるスクーデリア・フェラーリのスポンサーも務めている。かつては、プロスト・グランプリのフェラーリエンジンに対するバッジネームという形でスポンサードしたこともあった。
2008年10月下旬より、Aspire OneのCMを全国のテレビ局にて放映している。

## 関連グループ会社
- ALi
- amadana
- AOpen
- AUO
- BenQ
- ゲートウェイ
- eMachines
- パッカードベル